# フェロモン
フェロモン（pheromone）は、動物または微生物が体内で生成して体外に分泌後、同種の他の個体に一定の行動や発育の変化を促す生理活性物質のことである。

## 一般的性質
蛾の雌が雄を誘引する様がファーブルの『昆虫記』にも記されており、フェロモンの存在は当時から推測されていた。当初、同種の動物間で情報伝達される外分泌物は「エクトホルモン」と名づけられていた。しかし、1959年にカールソン（Peter Karlson）とブテナント（Adolf Butenandt）によって、ギリシャ語の「pherein（運ぶ）」と「hormao（刺激する）」を合わせた「pheromone（刺激を運ぶもの）」という語が作り出され、定着した。
フェロモンは、極めて低濃度でその効果をもたらすものが多い。それはホルモンなどと共通の性質である。その意味で、いわゆる臭いによる情報伝達とはまた異なったものである。

## 分類群との関連
昆虫から発せられるフェロモンの研究もよく進められている。昆虫の行動は、いわゆる本能行動であって、ごく限られた刺激に対して限られた反応を返すように組み立てられている傾向があり、その中でフェロモンの果たす役割は大きい。下に述べるよう多くの型があるが、ほとんどすべてが昆虫に見られる。社会性昆虫においての社会構造を維持するための役割など、その詳細がわかってきている。
哺乳類や爬虫類についても、一部臭腺からのフェロモンの存在が確認されている。またヒトに対してのフェロモンの存在も見つかり、研究がなされている。

## フェロモンの種類
一般には、性的に発情（興奮）を誘発させる性フェロモンが知られるが、他にも幾つか種類がある。

### リリーサーフェロモン
他個体に特異的な行動を触発させる。
性フェロモン
成熟して交尾が可能なことを他の個体に知らせる。また、それを追って異性を探し当てるのに使われる。
道標フェロモン
餌の在り処など、目的地から巣までの道のりにフェロモンを残し、その後を他の個体に辿らせる。
集合フェロモン
交尾や越冬などのために仲間の集合を促す。
警報フェロモン
外敵の存在を仲間の個体に知らせる。

### プライマーフェロモン
受容した個体の内分泌系に影響を与えるものである。
女王物質
ハチやアリなど社会性昆虫は階級分化物質や女王物質と言われるものによって、階級社会の形成と維持をしている。女王バチが発する女王物質（queen substance）は、他の雌の卵巣の発育が抑えられて、働きバチとしての行動を起こすようにするよう働く。もし女王が死んだ場合、この物質の供給が途絶えるので、働き蜂や幼虫の中から生殖能力のあるものが現れ、新たな女王となる場合もある。
性周期同調フェロモン
ヒトで初めて発見されたフェロモン。腋下部から分泌される無臭のフェロモンで、それを嗅ぐことにより月経の周期が変化する。
以前より修道院や女子寮のルームメイトなどの月経周期が次第に同調してくること（寄宿舎効果、ドミトリー効果）が知られていたが、その原因となるフェロモンであろうと考えられているが、実際には人間の月経周期が同居を原因として同調する事は無いと判明している。

## 利用
害虫駆除の目的でフェロモンを利用する場合がある。たとえばゴキブリは戸棚の奥などによく集まっているが、これは集合フェロモンを出しているためである。そこでこの成分を誘引剤として利用し、粘着捕獲したり毒餌を喰わせるなどして駆除する方法がある。同様の方法が、アリなど他の昆虫に対しても利用される。
なお、ガの誘引フェロモン類似物質を分泌して雄のガを誘引し捕獲するナゲナワグモという蜘蛛が存在する。

### 警報フェロモンの例
ゼブラフィッシュでは、傷ついた個体の皮膚からオスタリオプテリン、硫酸化ダニオールが同時に放出され、同時に匂いを感知した他の個体は逃避・フリーズなどの忌避行動を起こす。